# تیم ملی بسکتبال زیر ۱۷ سال مردان ایران
تیم ملی بسکتبال زیر ۱۷ سال مردان ایران یک تیم بین‌المللی بسکتبال مردان در رده سنی زیر ۱۷ سال است که از طرف ایران در مسابقات بین‌المللی شرکت می‌کند.

## رقابت‌ها

### قهرمانی جهان
| قهرمانی جهان | قهرمانی جهان | قهرمانی جهان | قهرمانی جهان | قهرمانی جهان |
| سال          | رتبه         | بازی         | برد          | باخت         |
| ------------ | ------------ | ------------ | ------------ | ------------ |
| ۲۰۱۰         | راه نیافت    | راه نیافت    | راه نیافت    | راه نیافت    |
| ۲۰۱۲         | راه نیافت    | راه نیافت    | راه نیافت    | راه نیافت    |
| ۲۰۱۴         | راه نیافت    | راه نیافت    | راه نیافت    | راه نیافت    |
| ۲۰۱۶         | راه نیافت    | راه نیافت    | راه نیافت    | راه نیافت    |
| ۲۰۱۸         | راه نیافت    | راه نیافت    | راه نیافت    | راه نیافت    |
| ۲۰۲۲         | راه نیافت    | راه نیافت    | راه نیافت    | راه نیافت    |
| ۲۰۲۴         | راه نیافت    | راه نیافت    | راه نیافت    | راه نیافت    |
| مجموع        | ۰/۴          | -            | -            | -            |

### قهرمانی آسیا
| قهرمانی آسیا | قهرمانی آسیا | قهرمانی آسیا | قهرمانی آسیا | قهرمانی آسیا |
| سال          | مکان         | بازی         | برد          | باخت         |
| ------------ | ------------ | ------------ | ------------ | ------------ |
| ۲۰۰۹         | سوم          | ۸            | ۷            | ۱            |
| ۲۰۱۱         | حاضر نبود    | -            | -            | -            |
| ۲۰۱۳         | ششم          | ۹            | ۴            | ۵            |
| ۲۰۱۵         | حاضر نبود    | -            | -            | -            |
| ۲۰۱۷         | هفتم         | ۵            | ۳            | ۲            |
| ۲۰۱۹         | لغو شد       | لغو شد       | لغو شد       | لغو شد       |
| ۲۰۲۲         | هشتم         | ۵            | ۲            | ۳            |
| ۲۰۲۳         | ششم          | ۶            | ۳            | ۳            |
| مجموع        | ۱/۵          | ۳۳           | ۱۹           | ۱۴           |

### قهرمانی غرب آسیا
از سال ۲۰۰۹ (شهریور ۱۳۸۸) تاکنون بسکتبال نوجوانان غرب آسیا در مراحل مختلف برگزار شده است.
ایران، سوریه، یمن، عراق، اردن، لبنان و فلسطین در این منطقه هستند.
میزبانی مرحله اول مسابقات جوان غرب آسیا در سال ۲۰۰۸ به ایران سپرده شد. چند سالی است که طبق ابتکار کنفدراسیون بسکتبال غرب آسیا تیم‌های جوانان این منطقه برای صعود به مرحله نهایی مسابقات جوانان آسیا، باید در سه دوره رقابت با یکدیگر شرکت کرده و نهایتاً تیم‌هایی که به حدنصاب لازم از این سه دوره رقابت دست یابند به مرحله نهایی مسابقات جوانان آسیا صعود کنند.
همچنین طبق تصویب وابا جدول برگزاری مسابقات جوانان غرب آسیا (وابا) به شرح زیر است: ۲۰۱۰- لبنان (زیر ۱۸ سال) ۲۰۱۱- سوریه (زیر ۱۷ سال) ۲۰۱۲- یمن (زیر ۱۸ سال) ۲۰۱۳- ایران (زیر ۱۷ سال) ۲۰۱۴- عراق (زیر ۱۸ سال) ۲۰۱۵- اردن (زیر ۱۷ سال)

#### تاریخچه غرب آسیا
- مرداد ۱۳۸۱
- مهر ۱۳۸۲ پنجمین دوره
- مهر ۱۳۸۸
- ۱۳۹۲
- اردیبهشت ۱۳۹۴
- اردیبهشت ۱۳۹۶ هفتمین دوره
- مرداد ۱۳۹۷ یا ۱۳۹۸
- اردیبهشت ۱۴۰۱
- مرداد ۱۴۰۴

#### مرداد ۱۳۸۱
ایران با نتیجه ۱۲۷–۳۷ برابر عراق به پیروزی رسیده و در اولین مرحله از مسابقات انتخابی نوجوانان غرب آسیا به عنوان تیم برتر این دوره از رقابت‌ها شناخته شود و بر سکوی قهرمانی قرار بگیرد.

### مهر ۱۳۸۲
پنجمین دورهٔ مسابقات قهرمانی نوجوانان غرب آسیا نیمه اول اکتبر ۲۰۰۳ در یمن

### شهریور ۱۳۸۶
مسابقات بسکتبال جوانان غرب آسیا - تهران ایران قهرمان شد. در حالی که یک روز تا پایان مسابقات نهمین دوره رقابت‌های بسکتبال جوانان غرب آسیا باقی مانده است، ایران با کسب چهار پیروزی بر سکوی نخست مسابقات تکیه زد. به گزارش خبرگزاری دانشجویان ایران (ایسنا)، تیم بسکتبال جوانان ایران بعد از ظهر پنج‌شنبه در چهارمین دیدار خود در چهارچوب مسابقات بسکتبال جوانان غرب آسیا به مصاف تیم لبنان رفت و توانست در پایان با ثبت امتیاز ۹۷ به ۵۰ مقابل حریف نامدار آسیایی خود به برتری دست یابد.

### مهر ۱۳۸۸
اولین دوره مسابقات بسکتبال قهرمانی نوجوانان غرب آسیا ۱۳۸۸ در بیروت لبنان برگزار شد و تیم ایران با کسب مقام قهرمانی به مسابقات قهرمانی آسیا صعود کرد.

### ۱۳۹۰
در مقدماتی ۲۰۱۱، دو بار در تهران و اربیل به عراق باختیم اما سهمیه غرب آسیا را برای مرحله نهایی گرفتیم و نرفتیم. فدراسیون بسکتبال اعلام کرد ویتنام میزبان بازی‌ها در مکاتبات بین طرفین کوتاهی کرده است. سفر تیم نوجوانان روز قبل از اعزام لغو شد. علت شرکت نکردن ایران در این دوره پس از گذشت سال‌ها همچنان مبهم باقی مانده است.

### ۱۳۹۲
ایران با هدایت علی توفیق میزبانی مرحله نهایی مسابقه‌های ۲۰۱۳ را برعهده داشت که در تهران به عنوانی بهتر از ششمی دست پیدا نکرد. پیش از آن در مراحل بازی‌های غرب آسیا با شکست رقبا قهرمان شده بود.

### تیر ۱۳۹۳
اردن میزبان مرحله دوم مسابقات بسکتبال جوانان غرب آسیاست. در چارچوب مرحله دوم مسابقات بسکتبال جوانان غرب آسیا بامداد امروز یکشنبه، تیم ایران به مصاف اردن رفت و موفق شد این تیم را با نتیجه ۸۷ بر ۴۷ به برتری دست یابد. شاگردان «میلوش پی ایچ» در دیدار نخست این مرحله که بامداد جمعه برگزار شد نیز موفق به شکست ۷۹ بر ۳۶ عراق شده بودند.

### اردیبهشت ۱۳۹۴
در جریان رقابت‌های نوجوانان غرب آسیا در سال ۲۰۱۵ (اردیبهشت ۱۳۹۴) تیم زیر ۱۶ ساله‌های ایران مقابل عراق شکست خورد و از راهیابی به مسابقه‌های نهایی نوجوانان آسیا بازماند.

### اردیبهشت ۱۳۹۶
تیم بسکتبال نوجوانان ایران با غلبه بر لبنان عنوان قهرمانی هفتمین دوره مسابقات غرب آسیا را از آن خود کرد.مسابقه‌های ۲۰۱۷ نوجوانان آسیا با تأخیر و در سال ۲۰۱۸ (چین) برگزار شد. تیم نوجوانان در مراحل مقدماتی این دوره که از سال ۱۳۹۵ به جریان افتاد راهی مسابقه‌های نهایی آسیا در سال ۲۰۱۸ شد. ایران در اردیبهشت ۱۳۹۶ در تهران به قهرمانی در غرب آسیا دست یافت. در مرحله نهایی آسیا (۲۰۱۸) هفتم شدیم. مربیان این تیم نناد ترونیک و شهریار کریمی بودند.

### مرداد ۱۳۹۷
مرحله نخست مسابقات بسکتبال نوجوانان غرب آسیا با شرکت ۵ تیم ایران، لبنان، اردن، سوریه و عراق به مدت ۵ روز در گرگان برگزار می‌شود و در پایان ۲ تیم به مرحله بعدی صعود خواهند کرد.
باز هم در سال ۲۰۱۹ بازی‌ها با تأخیر یک ساله و به ۲۰۲۰ کشیده شد که این بار کرونا مانع برگزاری مرحله نهایی نوجوانان آسیا شد. پیش از آن یک دوره رقابت‌های غرب آسیا در مرداد ۱۳۹۸ به میزبانی گرگان برگزار شده بود که ایران بعد از لبنان در جایگاه دوم قرار گرفت.

### اردیبهشت ۱۴۰۱
تیم بسکتبال نوجوانان ایران با غلبه بر عراق چهارمین برد خود در مسابقات غرب آسیا را ثبت کرد و قهرمان این رقابت‌ها شد.تیم بسکتبال نوجوانان ایران در رقابت‌های انتخابی غرب آسیا ۲۰۲۲ به میزبانی اردن شرکت کرد. قرار بود این مسابقه‌ها در سال ۲۰۲۱ برگزار شود. ایران در اردیبهشت ۱۴۰۱ به ترتیب سوریه، لبنان، اردن و عراق را شکست داد و راهی رقابت‌های نهایی در قطر شد. این مسابقه‌ها ۲۴ خرداد در دوحه آغاز شد.

### تیر ۱۴۰۳
تیم بسکتبال پسران جوان ایران با شکست لبنان، ضمن قهرمانی در مسابقات غرب آسیا به رقابت‌های جام آسیا ۲۰۲۴ نیز صعود کرد.

### مرداد ۱۴۰۴
تیم ملی بسکتبال زیر ۱۶ سال پسران ایران نایب قهرمان مسابقات غرب آسیا شد. تیم ملی سکتبال زیر ۱۶ سال پسران ایران در دیدار فینال مسابقات غرب آسیا به مصاف تیم لبنان رفت و با نتیجه ۸۸ بر ۸۰ نتیجه را واگذارکرد.